# Komatsu Ltd.
Komatsu Limited és una companyia japonesa que fabrica principalment maquinària per a la indústria de la construcció i de la mineria, però també per a l'ús militar, industrial, per a la premsa, tecnologies làser i mòduls termoelèctrics.
Komatsu és la segona major empresa manufacturera d'equips per a la construcció i la mineria del món després de Caterpillar. A certes àrees geogràfiques (Japó, Xina, Orient Mitjà), Komatsu té major porció de mercat que Caterpillar. Les seves oficines centrals se situen en Akasaka, Minato-ku, Tòquio (Japó).
El seu nom va ser pres de la ciutat de Komatsu, on es va fundar la companyia en 1917. Les seves principals plantes estan localitzades en aquesta ciutat. Komatsu fabrica el buldòzer més gran del món, el model D575. La companyia té una facturació de 2.0 bilions de dòlars i emplea 46.730 treballadors.